# Шафиков, Денис Фуатович
Денис Фуатович Шафиков (баш. Шафиҡов Денис Фуат улы; род. 3 июня 1985, Миасс) — российский боксёр-профессионал, выступающий в лёгкой и первой полусредней весовых категориях.
Интерконтинентальный чемпион по версии IBO.
Бронзовый призёр чемпионата России в Ульяновске в 2003 году.
По национальности башкир, выходит на ринг в башкирской национальной одежде: меховой шапке и елане, за что получил прозвище Чингисхан.

## Профессиональная карьера
Шафиков дебютировал на профессиональном ринге в конце 2003 года. Первые десять поединков провёл в России и Белоруссии.
С 2007 года выступает под эгидой финской промоутерской компании P3 Boxing. В 11-м поединке в первом бою под эгидой нового промоутера, победил по очкам более опытного доминиканца, Кристиана Фриаса (20-1-2).
В 2009 году завоевал интерконтинентальный титул чемпиона по версии IBO. 29 октября 2010 года свёл вничью поединок с небитым ранее итальянцем Брунетом Заморой (20-0).
В сентябре 2011 года, Шафиков завоевал титул чемпиона Европы по версии EBU в легком весе, и во второй защите титула снова встретился с Брунетом Заморой. Во втором бою, Шафиков уверенно победил по очкам.

### Чемпионский бой с Мигелем Васкесом
22 февраля 2014 года в Макао (Китай), потерпел первое поражение на профессиональном ринге, в попытке завоевать чемпионский титул по версии IBF, в бою с мексиканцем, Мигелем Васкесом. Шафиков действовал более активно, но Васкес переигрывал претендента на дистанции, а в ближнем бою постоянно входил в клинч, не давал развитию атак сопернику, и это в итоге привело к победе единогласным судейским решением.

### Бой с Рустамом Нугаевым
15 августа 2014 года после ряда побед Нугаев получил шанс на отборочный бой IBF с Денисом Шафиковым, который ранее уже встречался в бою за этот титул с Мигелем Васкесом и проиграл. Шафиков захватил преимущество с самого начала, его удары были более быстрыми и мощными. Особенно подавляющим превосходство Шафикова было в 3 раунде. С 6 раунда Нугаев уже ничего не мог противопоставить чёткой работе ног и точности своего соперника, пропускал много точных ударов. Левый глаз и левая щека Нугаева опухли. В перерыве после 8 раунда тренер предложил Рустаму остановить бой; рефери Джек Рис также предупредил, что при следующей удачной атаке Шафикова прекратит противостояние. Нугаев решил выйти на 9 раунд, но по прошествии его половины Рис всё же остановил бой, увидев, что более уставший Нугаев ничего сделать не может. Шафиков получил право на повторный бой с Васкесом.

### Чемпионский бой с Рансесом Бартелеми
18 декабря 2015 года встретился с экс-чемпионом мира во 2-м полулёгком весе не имеющим поражений кубинцем Рансесом Бартелеми. На кону был вакантный титул чемпиона мира в лёгком весе по версии IBF. Денис был лучше в первой половине боя. Он был активнее и точнее. Однако, кубинец смог выравнять бой, удачно действуя во второй его половине. После 12-ти раундов судьи отдали победу Бартелеми.

### Бой с Джамелем Херрингом
2 июля 2016 года Шафиков победил техническим нокаутом в 10-м раунде небитого американца Джамеля Херринга (15-0). И этот бой с Шафиковым, по признанию в 2020 году уже чемпиона мира Херринга, был самым сложным в его карьере.

### Бой с Ричардом Комми
2 декабря 2016 года победил бывшего претендента на титул чемпиона мира в лёгком весе ганца Ричарда Комми. Поединок продлился все 12 раундов. Счёт судей: 116—112, 115—113, 112—116. Денис стал обязательным претендентом на титул IBF в лёгком весе.

### Чемпионский бой с Робертом Истером
30 июня 2017 года встретился с чемпионом мира в лёгком весе по версии IBF не имеющим поражений американцем Робертом Истером-младшим. Истер старался работать на дальней дистанции, используя преимущество в длине рук. Шафиков боксировал первым номером, прессинговал и прорывался на ближнюю дистанцию. Поединок получился близким и конкурентным. Судьи отдали победу действующему чемпиону.
Спустился во 2-й полулёгкий вес. 9 декабря 2017 года встретился с никарагуанцем Рене Альварадо. Проиграл по очкам.

## Таблица боёв
В таблице перечислены результаты всех поединков боксёров.
В каждой строке указан результат поединка. Дополнительно номер поединка обозначен цветом, который обозначает итог поединка. Расшифровка обозначений и цветов представлена в нижеследующей таблице.
| Пример | Расшифровка                     |
| ------ | ------------------------------- |
|        | Победа                          |
|        | Ничья                           |
|        | Поражение                       |
|        | Планируемый поединок            |
|        | Поединок признан несостоявшимся |
| КО     | Нокаут                          |
| ТКО    | Технический нокаут              |
| PTS    | Решение судей (по очкам)        |
| UD     | Единогласное решение судей      |
| MD     | Решение большинства судей       |
| SD     | Раздельное решение судей        |
| RTD    | Отказ от продолжения боя        |
| DQ     | Дисквалификация                 |
| NC     | Поединок признан несостоявшимся |

| Результат | Соперник                   | Показатели соперника | Тип | Раунд, Время  | Дата             | Место боя                                                          | Комментарии |
| --------- | -------------------------- | -------------------- | --- | ------------- | ---------------- | ------------------------------------------------------------------ | --- |
| 40-4-2    | Гайбатулла Гаджиалиев      | 6-1                  | MD  | 10            | 9 февраля 2019   | Galaktika Culture Centre, Эстосадок, Краснодарский край, Россия    | Счёт: 94-97, 95-95, 96-96. |
| 40-4-1    | Джон Гемино                | 17-10-1              | UD  | 10            | 21 июля 2018     | Олимпийский, Москва, Россия                                        | Счёт: 100-90, 98-92, 100-90. |
| 39-4-1    | Гектор Рубен Амбриз Суарес | 12-6-1               | UD  | 8             | 6 июня 2018      | The Avalon, Голливуд, Калифорния, США                              | Счёт: 80-72, 79-73, 77-75. |
| 38-4-1    | Рене Альварадо             | 27-8-0               | SD  | 10            | 9 декабря 2017   | Mandalay Bay Hotel & Casino, Events Center, Лас-Вегас, Невада, США | Счёт: 95-94, 94-96, 93-96. |
| 38-3-1    | Роберт Истер-младший       | 19-0                 | UD  | 12            | 30 июня 2017     | Толидо, Огайо, США                                                 | Бой за титул чемпиона мира по версии IBF в лёгком весе (2-я защита Истера). Счёт: 112-116, 108-120, 108-120.                                          |
| 38-2-1    | Ричард Комми               | 24-1                 | SD  | 12            | 2 декабря 2016   | Tough Fight Gym, Москва, Россия                                    | Элиминатор IBF в лёгком весе. Счёт судей: 116-112, 115-113, 112-116.                                                                                  |
| 37-2-1    | Джамель Херринг            | 15-0                 | TKO | 10 (10), 0:36 | 2 июля 2016      | Santander Arena, Рединг, Пенсильвания, США                         | Херринг в нокдауне во 2-м раунде. |
| 36-2-1    | Рансес Бартелеми           | 23-0                 | UD  | 12            | 18 декабря 2015  | Palms Casino Resort, Лас-Вегас, Невада, США                        | Вакантный титул чемпиона мира в лёгком весе по версии IBF. Счёт судей: 109-119 и 112-116 (дважды).                                                    |
| 36-1-1    | Рой Мухлис                 | 27-4-3               | TKO | 3 (10), 1:14  | 18 июля 2015     | Cotai Arena, Venetian Resort, Макао, Китай                         | |
| 35-1-1    | Мигель Анхель Мендоса      | 21-4-2               | UD  | 8             | 13 декабря 2014  | The Cosmopolitan of Las Vegas, Лас-Вегас, Невада, США              | Счёт судей: 79-73 (все). |
| 34-1-1    | Рустам Нугаев              | 27-6-1               | TKO | 9 (12), 1:16  | 15 августа 2014  | Санта-Инес, США                                                    | Отборочный бой IBF в лёгком весе. Нугаев получил рассечения от удара в 3 раунде и от столкновения головами в 4 раунде.                                |
| 33-1-1    | Мигель Васкес              | 33-3                 | UD  | 12            | 22 февраля 2014  | Макао, Китай                                                       | 109-119, 112-116, 113-115. Бой за титул IBF в лёгком весе.                                                                                            |
| 33-0-1    | Сантос Бенавидес           | 23-3-2               | RTD | 6 (10), 3:00  | 17 августа 2013  | Ларедо (Техас), США                                                | |
| 32-0-1    | Алишер Рахимов             | 25-1                 | DQ  | 11 (12), 2:24 | 16 марта 2013    | Ногинск, Россия                                                    | Защитил титул WBC Baltic, выиграл вакантный титул WBC CISBB в легком весе. Рахимов дисквалифицирован за неоднократные намеренные удары ниже пояса.    |
| 31-0-1    | Альберт Менса              | 25-3-1               | UD  | 12            | 1 декабря 2012   | Кинтана-Роо, Мексика                                               | 117-107, 118-108, 118-108. Выиграл титул IBF International и вакантный титул WBC Baltic в легком весе. Отборочный бой за второе место в рейтинге IBF. |
| 30-0-1    | Джеймс Оньянго             | 9-4-1                | UD  | 8             | 18 сентября 2012 | Москва, Россия                                                     | 80-72, 80-73, 80-73. |
| 29-0-1    | Брунет Замора              | 22-0-2               | UD  | 12            | 31 мая 2012      | Уфа, Россия                                                        | 117-111, 117-113, 117-112. Защитил титул EBU в легком весе.                                                                                           |
| 28-0-1    | Ли МакАллистер             | 34-2                 | RTD | 8 (12), 0:01  | 25 февраля 2012  | Абердин, Шотландия                                                 | Защитил титул EBU в легком весе. МакАллистер отказался участвовать в 8 раунде после гонга, сославшись на травму руки.                                 |
| 27-0-1    | Джузеппе Лаури             | 52-7                 | RTD | 8 (12), 3:00  | 23 сентября 2011 | Хельсинки, Финляндия                                               | Выиграл вакантный титул EBU в легком весе. Лаури отказался выйти на 9 раунд.                                                                          |
| 26-0-1    | Нугзар Маргвелашвили       | 18-9                 | TKO | 5 (8), 1:53   | 4 марта 2011     | Хельсинки, Финляндия                                               | Маргвелашвили в нокдаунах в 4 и 5 раундах. |
| 25-0-1    | Брунет Замора              | 20-0                 | MD  | 12            | 29 октября 2010  | Санкт-Петербург, Россия                                            | 114-114, 113-115, 114-114. Бой за титул WBA Inter-Continental в первом полусреднем весе.                                                              |
| 25-0      | Петер Семо                 | 19-5                 | UD  | 8             | 4 сентября 2010  | Хельсинки, Финляндия                                               | 79-73, 79-73, 80-72. |
| 24-0      | Леонардо Ресендис          | 23-24                | RTD | 6 (8), 3:00   | 22 июля 2010     | Юрмала, Латвия                                                     | Ресендис в нокдауне в 6 раунде. |
| 23-0      | Бобир Норматов             | 1-8-1                | KO  | 1 (8), 1:05   | 30 июня 2010     | Санкт-Петербург, Россия                                            | |
| 22-0      | Фернандо Трехо             | 30-14-5              | UD  | 12            | 24 октября 2009  | Хельсинки, Финляндия                                               | 117-111, 116-112, 116-112. Выиграл титул IBO Inter-Continental в первом полусреднем весе.                                                             |
| 21-0      | Алексей Волчан             | 17-8-2               | TKO | 2 (10), 1:26  | 25 сентября 2009 | Санкт-Петербург, Россия                                            | Волчан в нокдаунах в 1 и 2 раундах. |
| 20-0      | Джон Коттерилл-мл.         | 23-7                 | TKO | 1 (8), 2:00   | 30 мая 2009      | Хельсинки, Финляндия                                               | |
| 19-0      | Хуан Карлос Родригес       | 57-22-2              | UD  | 8             | 18 апреля 2009   | Хельсинки, Финляндия                                               | 78-75, 79-73, 80-73. |
| 18-0      | Дечо Кокьетджим            | 30-11-2              | TKO | 2 (8), 1:00   | 14 февраля 2009  | Тампере, Финляндия                                                 | |
| 17-0      | Рауль Орасио Бальби        | 55-9-1               | TD  | 6 (8), 0:28   | 28 ноября 2008   | Хельсинки, Финляндия                                               | 60-54, 60-54, 60-54. Столкновение головами вызвало рассечение у Бальби.                                                                               |
| 16-0      | Анджей Шарк                | 14-4                 | TKO | 2 (8), 2:15   | 30 августа 2008  | Тампере, Финляндия                                                 | |
| 15-0      | Шон Гальехос               | 16-3                 | UD  | 10            | 18 апреля 2008   | Хельсинки, Финляндия                                               | 99-91, 99-91, 98-93. |
| 14-0      | Сергей Савринович          | 1-3-1                | RTD | 3 (8), 3:00   | 1 февраля 2008   | Хельсинки, Финляндия                                               | |
| 13-0      | Александр Салтыков         | 5-6-1                | TKO | 4 (10)        | 20 декабря 2007  | Выборг, Россия                                                     | |
| 12-0      | Низар Бубакер              | 11-8                 | TKO | 2 (8), 1:08   | 22 октября 2007  | Хельсинки, Финляндия                                               | |
| 11-0      | Кристиан Фриас             | 20-1-2               | UD  | 8             | 18 мая 2007      | Хельсинки, Финляндия                                               | 80-72, 80-72, 80-73. |
| 10-0      | Виталий Ольховик           | 1-2                  | TKO | 2 (6), 1:08   | 17 ноября 2006   | Санкт-Петербург, Россия                                            | |
| 9-0       | Александр Салтыков         | 0-3                  | RTD | 7 (8), 3:00   | 21 июля 2006     | Выборг, Россия                                                     | |
| 8-0       | Леонтий Воронцук           | 21-25-1              | UD  | 4             | 18 декабря 2005  | Выборг, Россия                                                     | |
| 7-0       | Андрей Шерель              | 1-2                  | KO  | 2 (6)         | 11 мая 2005      | Минск, Беларусь                                                    | |
| 6-0       | Павел Мельников            | 16-7                 | UD  | 8             | 11 февраля 2005  | Санкт-Петербург, Россия                                            | |
| 5-0       | Владимир Нарушевич         | 2-5                  | TKO | 1 (6)         | 9 декабря 2004   | Минск, Беларусь                                                    | |
| 4-0       | Филипп Быстриков           | 12-8-1               | UD  | 6             | 16 июня 2004     | Минск, Беларусь                                                    | |
| 3-0       | Леонтий Воронцук           | 19-20-1              | UD  | 4             | 15 мая 2004      | Санкт-Петербург, Россия                                            | |
| 2-0       | Вадим Астапук              | Дебют                | TKO | 4 (4)         | 25 февраля 2004  | Минск, Беларусь                                                    | |
| 1-0       | Павел Ляхов                | Дебют                | UD  | 4             | 30 ноября 2003   | Выборг, Россия                                                     | |